# Kartause Prag
Die Kartause Prag (auch Garten der seligen Jungfrau; Kartause Mariengarten; lateinisch Hortus Beatae Mariae, tschechisch Zahrada Panny Marie) war das älteste Kloster des Kartäuserordens in Böhmen. Es wurde vom böhmischen König Johann von Luxemburg im Jahre 1342 gegründet und höchstwahrscheinlich mit Mönchen aus der Kartause Mauerbach besiedelt. Die zu Beginn der Hussitenkriege 1419 zerstörte Kartause wurde nicht wieder aufgebaut. Ihre Besitzungen lagen auf dem Gebiet des späteren Prager Stadtteils Smíchov.

## Geschichte
Die Kartause Prag wurde am 1. Februar 1342 vom böhmischen König Johann von Luxemburg gegründet, dessen Onkel, der Trierer Bischof Balduin, ein Förderer der Kartäuserordens war und 1331 die Kartausen Koblenz und Trier begründet hatte. Die für 24 Mönche vorgesehene Prager Kartause, die unmittelbar dem Landesherrn unterstand, entstand am linken Ufer der Moldau auf dem ehemaligen Hof Újezd bei Prag, zu dem neben dem Ackerboden und Gärten auch fünf Mühlen an beiden Moldauufern gehörten. An der wirtschaftlichen Ausstattung beteiligte sich der König u. a. mit 2000 Pfund Silber aus Kuttenberg. Er verlieh ihr zahlreiche Privilegien, zu denen auch die Befreiung von Steuern und Abgaben gehörte. Zugleich verpflichtete er den Konvent zu Gebeten und einem Jahrgedächtnis für sich und seine Familie.
Die Kartäuser selbst erwarben ein Haus in der Prager Altstadt sowie aus Fundationen von Wohltätern weitere Dörfer in der Nähe der Kartause. Klostergebäude und Klosterkirche, deren Architektur nicht bekannt ist, wurden vermutlich 1356 oder später fertiggestellt. 1376 wurde eine Gebetsverbrüderung mit dem Augustiner-Chorherrenstift Raudnitz vereinbart. Unter dem Prior Albert wurde 1386 ein Hopfenfeld in 24 Grundstücke parzelliert, auf denen Klosterzellen für die Mönche errichtet wurden. 1389 verfügte das Generalkapitel, dass an die Prager Kartause nur die besten Mönche zu entsenden seien, da sowohl der König als auch hochgestellte Persönlichkeiten und hoher Klerus die Kartause und deren Gottesdienste besuchten.
Nach dem Tod des Königs Wenzel wurden die Klostergebäude und die Klosterkirche zu Beginn der Hussitenkriege am 17. November 1419 von Anhängern des Jan Hus überfallen und einen Tag später durch Feuer zerstört. Die Mönche flohen zunächst nach Prag. 1420 versprach König Sigismund die Restitution der Güter. Obwohl im selben Jahr noch ein Nachfolger für den verstorbenen Prior Markwart gewählt wurde und die Mönche aufgefordert wurden, sich nicht zu zerstreuen, kam es nicht mehr zu einem Wiederaufbau. Der letzte Mönch Nikolaus von Glogau starb 1464 in der Kartause Aggsbach.
Durch ihre Kontakte zur Prager Karls-Universität hatte die Kartause eine große kulturelle Ausstrahlung. Zu ihren Förderern und Beschützern gehörten neben dem König Johann auch dessen Nachkommen Karl IV. und Wenzel sowie der Prager Erzbischof Johann von Jenstein und das Adelsgeschlecht Wartenberg, von dem sechs Familienmitglieder in der Klosterkirche beigesetzt wurden. Es ist möglich, dass der von 1407 bis 1420 amtierende Prior Markwart ebenfalls dieser Familie entstammte.
Die Kartause verfügte über eine reiche Bibliothek, die teilweise von den Mönchen gerettet werden konnte. Ein Teil der Prachthandschriften befindet sich in der Österreichischen Nationalbibliothek in Wien. Der Kartause gehörten u. a. die schriftstellerisch tätigen Mönche Stephan von Dolein, Michael von Prag, Konrad von Hainburg und Johannes Rode an.
Die Kartause Prag gilt als Mutterkloster der Kartausen Grabow bei Stettin, Königsfeld, Tržek und Karthaus bei Danzig. An ihrem ursprünglichen Ort im heutigen Stadtteil Smíchov hat sich außer der Straßenbezeichnung Kartouzská nichts erhalten.